# 伊尔波·科斯凯拉
伊尔波·科斯凯拉（芬蘭語：Ilpo Koskela，1945年1月29日—1997年8月9日），芬兰男子冰球运动员，场上位置是后卫。他曾代表芬兰国家队参加1968年和1972年冬季奥林匹克运动会冰球比赛，均获得第五名。